# John Santucci
John Santucci, eigentlich John Louis Schiavone (* 8. November 1940; † 22. Februar 2004) war ein US-amerikanischer Filmschauspieler.
Er spielte u. a. in den Fernsehserien Miami Vice und Kampf gegen die Mafia mit. Seine bekannteste Rolle hatte er in der Serie Crime Story. Dort spielte er den Mafioso Pauli Taglia an der Seite von Dennis Farina, Anthony Denison und Stephen Lang.
Vor seiner Karriere beim Film war Schiavone ein Einbrecher; genau aus diesem Grund wurde er von Michael Mann als Berater an den Set für Thief (dt.: Der Einzelgänger) geholt; in dem Film spielte er einen Polizisten. Gegen Ende seiner Karriere wurde er rückfällig, mehrfach angezeigt und bekannte sich schließlich 1994 vor Gericht schuldig.

## Filmografie
- 1981: Der Einzelgänger (Thief)
- 1985–1989: Miami Vice
- 1986–1988: Crime Story
- 1988: Kampf gegen die Mafia
- 1989: Showdown in L.A.
- 1990: Die Operation
- 1990: Wedding Band
- 1990: Mother Goose Rock ´n´Rhyme
- 1992: House IV
- 1995: Pointman